# Fußball-Club Würzburger Kickers
Il Würzburger Kickers è una società calcistica tedesca con sede a Würzburg, in Baviera. Milita nella Fußball-Regionalliga, la quarta divisione del campionato tedesco.

## Storia
Fondato nel 1907, il club ha giocato per la maggior parte della sua storia in ambito locale, nonostante le tre stagioni nella Bezirksliga Bayern, dal 1930 al 1933, e due apparizioni nella Gauliga Bayern (1940-41, 1942-43), una delle sedici divisioni stabilite nella riorganizzazione del calcio tedesco sotto il Terzo Reich. Tra il 1943 ed il 1945 formò con il Würzburg, Victoria Würzburg e SV Würzburg 09 il Kriegsspielgemeinschaft Würzburg.
Dopo la seconda guerra mondiale il club partecipa alla Landesliga Bayern, in seguito ottiene ottime prestazioni negli anni cinquanta nell'Amateurliga Bayern. Tra gli anni sessanta e i primi anni ottanta il club ha giocato nella terza divisione, eccezion fatta per una sola stagione: la 2. Bundesliga 1977-1978, dopo la vittoria del titolo divisionale nella Bayernliga nel '77. Nel 1983 le difficoltà finanziarie hanno contribuito a una retrocessione in quarta divisione nel Landesliga Bayern-Nord.
Nella stagione 1998-99 il club ha incontrato per la prima volta in un campionato la rivale locale, il Würzburger FV, in quello che fu il derby di Würzburg.
Due stagioni difficili dal 2002 al 2004 hanno visto il club scendere in Bezirksoberliga Unterfranken e successivamente in Bezirksliga Unterfranken. Negli anni successivi risalì fino alla Oberliga Bayern grazie a un 2º posto nella Landesliga 2007-08.
La stagione 2008-09 si è conclusa con la retrocessione alla Landesliga. Il club rimase in Landesliga fino alla vittoria del campionato nella stagione 2011/2012. La squadra è stata una delle due squadre in campionato che richiese una licenza nel nuovo livello della Regionalliga Bayern. Prendendo parte alla promozione play off, i Kickers hanno guadagnato il primo turno e hanno sconfitto l'aC Aichach nel secondo, per poi giocare nella Regionalliga a partire dal 2012.
I Kickers hanno vinto la coppa bavarese 2013-14 ai rigori nella finale contro il SV Schalding-Heining, qualificandosi quindi per il primo turno della DFB-Pokal 2014-2015. In campionato il club finì decimo nel 2013 e undicesimo nel 2014. Nella Coppa di Germania 2014-15 i Kickers eliminarono al primo turno il Fortuna Düsseldorf, ma vennero sconfitti dall'Eintracht Braunschweig nel secondo. Nel 2014-15 stagione, vincono la Regionalliga Bayern e guadagnano il diritto di partecipare ai play-off per la promozione in 3. Liga. Hanno affrontato 1. FC Saarbrücken, del Regionalliga Südwest, e vinto 1-0 in trasferta, ma perso 1-0 in casa. Ai rigori i Kickers hanno vinto 6-5 e sono stati promossi nella terza lega.
Nel mese di marzo 2016, i fan del club hanno protestato contro una potenziale fusione con la rivale locale Würzburger FV. Il club ha chiesto al sindaco di Würzburg di evitare fusioni e di cooperare con un certo numero di club locali, al fine di ricevere il sostegno della città. I Kickers finirono la stagione inaugurale di 3. Liga al terzo posto, in tal modo si sono qualificati per la promozione play-off e la DFB-Pokal 2016-2017. Il club si assicura la promozione in 2. Bundesliga per la prima volta in quasi 40 anni, vincendo 4-1 contro il Duisburg. Il club chiude al secondo posto la 3. Liga 2019-2020 assicurandosi un posto in 2. Bundesliga per la terza volta nella sua storia. La stagione in serie cadetta su rivela un calvario fin dalle prime battute: si succedono quattro allenatori, le vittorie arrivano col contagocce (i Kickers devono attendere addirittura l’ottava giornata per il primo hurrà) e, inevitabile, la retrocessione viene sancita l’8 maggio dalla sconfitta interna per 1-3 contro l’Osnabrück. Curiosamente, tutte le vittorie esterne dei Kickers durante questa stagione sono state ottenute in Bassa Sassonia (Hannover, Braunschweig e Osnabrück).

## Strutture

### Stadio
Prima del 1967 il club utilizzò lo stadio Randersacker Straße, da quell'anno si trasferì nella Kickers-Stadion am Dallenberg, che ha una capacità di 10.004 posti a sedere. L'impianto è stato ristrutturato nel 2005.

## Palmarès

### Competizioni nazionali
- Fußball-Regionalliga: 2

2014-2015 (Regionalliga Bayern), 2023-2024 (Regionalliga Bayern)

### Competizioni regionali
- Oberliga Bayern: 1

1976-1977

### Altri piazzamenti
- 3. Liga:

Secondo posto: 2019-2020
Terzo posto: 2015-2016

## Rosa 2021-2022
Aggiornata al 12 febbraio 2022.
| N. |                        | Ruolo | Calciatore         |
| -- | ---------------------- | ----- | ------------------ |
| 1  | Germania (bandiera)    | P     | Fabian Giefer      |
| 3  | Germania (bandiera)    | C     | Niklas Hoffmann    |
| 4  | Germania (bandiera)    | D     | Lars Dietz         |
| 5  | Germania (bandiera)    | D     | Leroy Kwadwo       |
| 6  | Germania (bandiera)    | D     | Tobias Kraulich    |
| 7  | Slovenia (bandiera)    | A     | Mitja Lotrič       |
| 8  | Bulgaria (bandiera)    | A     | Vladimir Nikolov   |
| 9  | Germania (bandiera)    | A     | Dominic Baumann    |
| 11 | Germania (bandiera)    | A     | Saliou Sané        |
| 12 | Germania (bandiera)    | C     | Patrick Sontheimer |
| 14 | Germania (bandiera)    | D     | Hendrik Hansen     |
| 17 | Germania (bandiera)    | D     | Umut Ünlü          |
| 18 | Paesi Bassi (bandiera) | C     | Chris David        |
| 19 | Austria (bandiera)     | C     | Marco Hausjell     |

| N. |                         | Ruolo | Calciatore      |
| -- | ----------------------- | ----- | --------------- |
| 21 | Germania (bandiera)     | D     | Luke Hemmerich  |
| 22 | Germania (bandiera)     | D     | Daniel Hägele   |
| 23 | Austria (bandiera)      | C     | Florian Flecker |
| 25 | Germania (bandiera)     | C     | Dominik Meisel  |
| 26 | Germania (bandiera)     | D     | Lion Schweers   |
| 27 | RD del Congo (bandiera) | C     | Nzuzi Toko      |
| 28 | Germania (bandiera)     | D     | Arne Feick      |
| 29 | Polonia (bandiera)      | C     | David Kopacz    |
| 30 | Brasile (bandiera)      | D     | Ewerton         |
| 31 | Venezuela (bandiera)    | D     | Rolf Feltscher  |
| 33 | Paesi Bassi (bandiera)  | P     | Eric Verstappen |
| 38 | Germania (bandiera)     | C     | Robert Herrmann |
| 39 | Germania (bandiera)     | P     | Hendrik Bonmann |

## Rosa 2020-2021
Aggiornata al 5 gennaio 2021.
| N. |                        | Ruolo | Calciatore         |
| -- | ---------------------- | ----- | ------------------ |
| 1  | Germania (bandiera)    | P     | Fabian Giefer      |
| 3  | Germania (bandiera)    | C     | Niklas Hoffmann    |
| 4  | Germania (bandiera)    | D     | Lars Dietz         |
| 5  | Germania (bandiera)    | D     | Leroy Kwadwo       |
| 6  | Germania (bandiera)    | D     | Tobias Kraulich    |
| 7  | Slovenia (bandiera)    | A     | Mitja Lotrič       |
| 8  | Bulgaria (bandiera)    | A     | Vladimir Nikolov   |
| 9  | Germania (bandiera)    | A     | Dominic Baumann    |
| 11 | Germania (bandiera)    | A     | Saliou Sané        |
| 12 | Germania (bandiera)    | C     | Patrick Sontheimer |
| 14 | Germania (bandiera)    | D     | Hendrik Hansen     |
| 17 | Germania (bandiera)    | D     | Umut Ünlü          |
| 18 | Paesi Bassi (bandiera) | C     | Chris David        |
| 19 | Paesi Bassi (bandiera) | D     | Douglas            |

| N. |                         | Ruolo | Calciatore        |
| -- | ----------------------- | ----- | ----------------- |
| 21 | Germania (bandiera)     | D     | Luke Hemmerich    |
| 22 | Germania (bandiera)     | D     | Daniel Hägele     |
| 23 | Austria (bandiera)      | C     | Florian Flecker   |
| 24 | Austria (bandiera)      | A     | Stefan Maierhofer |
| 25 | Germania (bandiera)     | C     | Dominik Meisel    |
| 26 | Germania (bandiera)     | D     | Lion Schweers     |
| 27 | RD del Congo (bandiera) | C     | Nzuzi Toko        |
| 28 | Germania (bandiera)     | D     | Arne Feick        |
| 29 | Polonia (bandiera)      | C     | David Kopacz      |
| 30 | Brasile (bandiera)      | D     | Ewerton           |
| 31 | Venezuela (bandiera)    | D     | Rolf Feltscher    |
| 33 | Paesi Bassi (bandiera)  | P     | Eric Verstappen   |
| 38 | Germania (bandiera)     | C     | Robert Herrmann   |
| 39 | Germania (bandiera)     | P     | Hendrik Bonmann   |

## Statistiche e record

### Partecipazione ai campionati
Dal 1949-1950 in poi:
| Livello | Categoria                       | Partecipazioni | Debutto   | Ultima stagione | Totale |
| ------- | ------------------------------- | -------------- | --------- | --------------- | ------ |
| 1º      | -                               | 0              | -         | -               | 0      |
| 2º      | 2. Bundesliga                   | 3              | 1977-1978 | 2020-2021       | 3      |
| 3º      | II. Unterfränkische Amateurliga | 1              | 1949-1950 | 1949-1950       | 39     |
| 3º      | Bayernliga                      | 33             | 1950-1951 | 1990-1991       | 39     |
| 3º      | 3. Liga                         | 5              | 2015-2016 | 2021-2022       | 39     |
| 4º      | Landesliga                      | 10             | 1983-1984 | 1993-1994       | 16     |
| 4º      | Bayernliga                      | 1              | 1997-1998 | 1997-1998       | 16     |
| 4º      | Regionalliga                    | 5              | 2012-2013 | 2023-2024       | 16     |
| 5º      | Landesliga                      | 10             | 1994-1995 | 2007-2008       | 11     |
| 5º      | Bayernliga                      | 1              | 2008-2009 | 2008-2009       | 11     |